# Kreativt skrivande
Kreativt skrivande innebär att uttrycka sig litterärt i olika genrer, utanför facklitteratur och journalistik, främst inom skönlitteratur. Det finns som ämne och studieområde vid ett flertal universitet, högskolor och folkhögskolor i Sverige, där det går under namn som kreativt skrivande, litterär gestaltning, kreativ svenska och författarskola.